# ميكائيل بيريوكوف (لاعب هوكي الجليد)
ميكائيل بيريوكوف (بالروسية: Бирюков, Михаил Олегович)‏ (و. 1985  م) هو لاعب هوكي الجليد روسي، ولد في ياروسلافل، مركز لعبه هو حارس مرمى ‏.

## روابط خارجية
- ميكائيل بيريوكوف على موقع دوري الهوكي للقارات (الإنجليزية)
- ميكائيل بيريوكوف على موقع EliteProspects.com (الإنجليزية)
- ميكائيل بيريوكوف على موقع Eurohockey.com (الإنجليزية)
- ميكائيل بيريوكوف على موقع HockeyDB.com (الإنجليزية)